# Vinița, Republica Macedonia
Vința (în macedoneană Виница) este un oraș din Republica Macedonia.